# Marathon de Dębno
Le marathon de Dębno (en polonais: Maraton Dębno) est une épreuve de course à pied d'une distance de 42,195 km dans la ville de Dębno, en Pologne. Il est organisé par Ośrodek Sportu i Rekreacji w Dębnie, abrégé OSiRD. 

## Histoire
La première édition a eu lieu en 1966 mais c'est seulement depuis 1969 que l'épreuve se dispute sur la distance d'un marathon (42,195 km).  
Pour la 37e édition en 2010, l'épreuve prévue le 11 avril est reportée au 24 octobre en raison de l'accident de l'avion présidentiel polonais à Smolensk.

## Vainqueurs
| Année | Hommes                                              | Pays                                                | Temps                                               |                                                     | Femmes                                              | Pays                                                | Temps                                               |
| 1969  | Yuri Velikorodnykh                                  | Union soviétique                                    | 2 h 21 min 18 s                                     | -                                                   | -                                                   | -                                                   |                                                     |
| 1970  | Steffen Gottert                                     | Allemagne de l'Est                                  | 2 h 22 min 45 s                                     | -                                                   | -                                                   | -                                                   |                                                     |
| 1971  | Edward Stawiarz                                     | Pologne                                             | 2 h 21 min 10 s                                     | -                                                   | -                                                   | -                                                   |                                                     |
| 1972  | Edward Stawiarz                                     | Pologne                                             | 2 h 18 min 36 s                                     | -                                                   | -                                                   | -                                                   |                                                     |
| 1973  | Hans-Joachim Truppel                                | Allemagne de l'Est                                  | 2 h 16 min 8 s                                      | -                                                   | -                                                   | -                                                   |                                                     |
| 1974  | Edward Łęgowski                                     | Pologne                                             | 2 h 16 min 48 s                                     | -                                                   | -                                                   | -                                                   |                                                     |
| 1975  | Ron Hill                                            | Royaume-Uni                                         | 2 h 13 min 35 s                                     | -                                                   | -                                                   | -                                                   |                                                     |
| 1976  | Leonid Moseyev                                      | Union soviétique                                    | 2 h 12 min 20 s                                     | -                                                   | -                                                   | -                                                   |                                                     |
| 1977  | Kazimierz Orzeł                                     | Pologne                                             | 2 h 13 min 44 s                                     | -                                                   | -                                                   | -                                                   |                                                     |
| 1978  | Ryszard Marczak                                     | Pologne                                             | 2 h 15 min 27 s                                     | -                                                   | -                                                   | -                                                   |                                                     |
| 1979  | Zbigniew Pierzynka                                  | Pologne                                             | 2 h 16 min 10 s                                     | Christa Vahlensieck                                 | Allemagne de l'Ouest                                | 2 h 41 min 57 s                                     |                                                     |
| 1980  | Zbigniew Pierzynka                                  | Pologne                                             | 2 h 13 min 30 s                                     | -                                                   | -                                                   | -                                                   |                                                     |
| 1981  | Ryszard Marczak                                     | Pologne                                             | 2 h 14 min 17 s                                     | Anna Bełtowska-Król                                 | Pologne                                             | 2 h 52 min 35 s                                     |                                                     |
| 1982  | Ryszard Kopijasz                                    | Pologne                                             | 2 h 14 min 49 s                                     | Vlasta Rulcová                                      | Tchécoslovaquie                                     | 2 h 40 min 46 s                                     |                                                     |
| 1983  | Jerzy Kowol                                         | Pologne                                             | 2 h 14 min 48 s                                     | Jarmila Urbanová                                    | Tchécoslovaquie                                     | 2 h 38 min 51 s                                     |                                                     |
| 1984  | Wojciech Ratkowski                                  | Pologne                                             | 2 h 12 min 49 s                                     | Ľudmila Melicherová                                 | Tchécoslovaquie                                     | 2 h 36 min 31 s                                     |                                                     |
| 1985  | Ryszard Misiewicz                                   | Pologne                                             | 2 h 14 min 26 s                                     | Renata Walendziak                                   | Pologne                                             | 2 h 39 min 27 s                                     |                                                     |
| 1986  | Antoni Niemczak                                     | Pologne                                             | 2 h 10 min 34 s                                     | Renata Walendziak                                   | Pologne                                             | 2 h 32 min 30 s                                     |                                                     |
| 1987  | Martin Vrábel                                       | Tchécoslovaquie                                     | 2 h 14 min 15 s                                     | Ewa Szydłowska                                      | Pologne                                             | 2 h 37 min 44 s                                     |                                                     |
| 1988  | Wiktor Sawicki                                      | Pologne                                             | 2 h 12 min 26 s                                     | Wanda Panfil                                        | Pologne                                             | 2 h 32 min 23 s                                     |                                                     |
| 1989  | Marek Deputat                                       | Pologne                                             | 2 h 15 min 0 s                                      | Krystyna Chylińska                                  | Pologne                                             | 2 h 38 min 20 s                                     |                                                     |
| 1990  | Józef Kazanecki                                     | Pologne                                             | 2 h 16 min 4 s                                      | Krystyna Kuta                                       | Pologne                                             | 2 h 40 min 2 s                                      |                                                     |
| 1999  | Andrzej Nowak                                       | Pologne                                             | 2 h 16 min 19 s                                     | Krystyna Kuta                                       | Pologne                                             | 2 h 36 min 36 s                                     |                                                     |
| 2000  | Piotr Pobłocki                                      | Pologne                                             | 2 h 15 min 28 s                                     | Alena Peterková                                     | République tchèque                                  | 2 h 34 min 22 s                                     |                                                     |
| 2001  | Mirosław Plawgo                                     | Pologne                                             | 2 h 12 min 27 s                                     | Elżbieta Jarosz                                     | Pologne                                             | 2 h 37 min 2 s                                      |                                                     |
| 2002  | Samuel Tangus                                       | Kenya                                               | 2 h 13 min 27 s                                     | Grażyna Syrek                                       | Pologne                                             | 2 h 37 min 39 s                                     |                                                     |
| 2003  | Waldemar Glinka                                     | Pologne                                             | 2 h 14 min 48 s                                     | Grażyna Syrek                                       | Pologne                                             | 2 h 32 min 9 s                                      |                                                     |
| 2004  | Waldemar Glinka                                     | Pologne                                             | 2 h 12 min 13 s                                     | Monika Drybulska                                    | Pologne                                             | 2 h 33 min 27 s                                     |                                                     |
| 2005  | Rafał Wójcik                                        | Pologne                                             | 2 h 14 min 47 s                                     | Halina Karnacewicz                                  | Biélorussie                                         | 2 h 39 min 53 s                                     |                                                     |
| 2006  | Rafał Wójcik                                        | Pologne                                             | 2 h 14 min 11 s                                     | Alena Mazoŭka                                       | Biélorussie                                         | 2 h 36 min 41 s                                     |                                                     |
| 2007  | Paweł Ochal                                         | Pologne                                             | 2 h 15 min 31 s                                     | Natalia Krawiec-Kulesz                              | Biélorussie                                         | 2 h 40 min 46 s                                     |                                                     |
| 2008  | Iouriï Hytchoun                                     | Ukraine                                             | 2 h 10 min 59 s                                     | Monika Drybulska                                    | Pologne                                             | 2 h 33 min 42 s                                     |                                                     |
| 2009  | Mathew Kibowen Kosgei                               | Kenya                                               | 2 h 14 min 29 s                                     | Edyta Lewandowska                                   | Pologne                                             | 2 h 35 min 42 s                                     |                                                     |
| 2010  | Joel Komen Kosgei                                   | Kenya                                               | 2 h 15 min 0 s                                      | Dorota Gruca                                        | Pologne                                             | 2 h 39 min 19 s                                     |                                                     |
| 2011  | Ivan Babaryka                                       | Ukraine                                             | 2 h 13 min 16 s                                     | Mariya Butakova                                     | Biélorussie                                         | 2 h 44 min 53 s                                     |                                                     |
| 2012  | David Kiprono Metto                                 | Kenya                                               | 2 h 12 min 53 s                                     | Volha Mazuronak                                     | Biélorussie                                         | 2 h 33 min 56 s                                     |                                                     |
| 2013  | Desta Beriso Morhama                                | Éthiopie                                            | 2 h 13 min 48 s                                     | Agnieszka Gortel-Maciuk                             | Pologne                                             | 2 h 40 min 3 s                                      |                                                     |
| 2014  | Cosmas Kyeva                                        | Kenya                                               | 2 h 9 min 57 s                                      | Arleta Meloch                                       | Pologne                                             | 2 h 43 min 2 s                                      |                                                     |
| 2015  | Felix Kipkorir Kangogo                              | Kenya                                               | 2 h 14 min 28 s                                     | Rebecca Chepchirchir Korir                          | Kenya                                               | 2 h 44 min 52 s                                     |                                                     |
| 2016  | Cosmas Kyeva                                        | Kenya                                               | 2 h 11 min 56 s                                     | Stella Barsosio Chepngetich                         | Kenya                                               | 2 h 33 min 13 s                                     |                                                     |
| 2017  | Boniface Wambua Nduva                               | Kenya                                               | 2 h 14 min 19 s                                     | Kellen Waithira Mukami                              | Kenya                                               | 2 h 40 min 5 s                                      |                                                     |
| 2018  | David Kiprono Metto                                 | Kenya                                               | 2 h 14 min 48 s                                     | Iryna Somava                                        | Biélorussie                                         | 2 h 39 min 8 s                                      |                                                     |
| 2019  | Boniface Wambua Nduva                               | Kenya                                               | 2 h 16 min 47 s                                     | Aleksandra Brzezinska                               | Pologne                                             | 2 h 34 min 51 s                                     |                                                     |
| 2020  | Course annulée en raison de la pandémie de Covid-19 | Course annulée en raison de la pandémie de Covid-19 | Course annulée en raison de la pandémie de Covid-19 | Course annulée en raison de la pandémie de Covid-19 | Course annulée en raison de la pandémie de Covid-19 | Course annulée en raison de la pandémie de Covid-19 | Course annulée en raison de la pandémie de Covid-19 |
| 2021  | Arkadiusz Gardzielewski                             | Pologne                                             | 2 h 10 min 31 s                                     |                                                     | Aleksandra Lisowska                                 | Pologne                                             | 2 h 26 min 8 s                                      |

 Record de l'épreuve